# Lista de episódios de Star Trek: Enterprise
Esta é uma lista de episódios da série de ficção científica Star Trek: Enterprise (originalmente chamada apenas de Enterprise), que foi ao ar pela UPN de setembro de 2001 até maio de 2005. Uma prequela para a série original de Star Trek, esta é a sexta série de televisão da franquia Star Trek, compreendendo um total de 98 episódios distribuídos por quatro temporadas.

## Temporadas
| Temporada | Temporada | Episódios | Exibição  | Lamçamento de DVD     | Lamçamento de DVD     |
| Temporada | Temporada | Episódios | Exibição  | Região 1              | Região 2              |
| --------- | --------- | --------- | --------- | --------------------- | --------------------- |
|           | 1         | 26        | 2001–2002 | 3 de maio de 2005     | 2 de maio de 2005     |
|           | 2         | 26        | 2002–2003 | 26 de julho de 2005   | 11 de julho de 2005   |
|           | 3         | 24        | 2003–2004 | 27 setembro de 2005   | 5 de setembro de 2005 |
|           | 4         | 22        | 2004–2005 | 1 de novembro de 2005 | 31 de outubro de 2005 |

## Episódios

### 1.ª Temporada: 2001-2002
| № | #   | Título                    | Diretor               | Roteirista(s)                                                                            | Exibição                |
| --- | --- | ------------------------- | --------------------- | ---------------------------------------------------------------------------------------- | ----------------------- |
| 1–2 | 1–2 | "Broken Bow"              | James L. Conway       | Rick Berman & Brannon Braga                                                              | 26 de setembro de 2001  |
| A Terra lança sua primeira nave estelar, a Enterprise, em uma missão para retornar um ferido klingon até seu planeta natal. |     |                           |                       |                                                                                          |                         |
| 3 | 3   | "Fight or Flight"         | Allan Kroeker         | Rick Berman & Brannon Braga                                                              | 3 de outubro de 2001    |
| A Enterprise encontra uma nave abandonada, cheia de corpos que parecem ter sido usados para experimentos. |     |                           |                       |                                                                                          |                         |
| 4 | 4   | "Strange New World"       | David Livingston      | Mike Sussman & Phyllis Strong (Roteiro) Rick Berman & Brannon Braga (História)           | 10 de outubro de 2001   |
| Um grupo de desembarque da Enterprise acredita que T'Pol está conspirando com uma espécie de criaturas feitas de rocha em um estranho planeta classe M.                                                                                                  |     |                           |                       |                                                                                          |                         |
| 5 | 5   | "Unexpected"              | Mike Vejar            | Rick Berman & Brannon Braga                                                              | 17 de outubro de 2001   |
| Quando Trip Tucker ajuda uma nave alienígena com reparos, um encontro "amistoso" com um dos tripulantes leva a consequências inesperadas. |     |                           |                       |                                                                                          |                         |
| 6 | 6   | "Terra Nova"              | LeVar Burton          | Antoinette Stella (Roteiro) Rick Berman & Brannon Braga (História)                       | 24 de outubro de 2001   |
| A Enterprise investiga o mistério de uma perdida colônia da Terra, cujos habitantes desapareceram décadas antes. |     |                           |                       |                                                                                          |                         |
| 7 | 7   | "The Andorian Incident"   | Roxann Dawson         | Fred Dekker (Roteiro) Rick Berman, Brannon Braga & Fred Dekker (História)                | 31 de outubro de 2001   |
| A Enterprise visita um monastério vulcano, descobrindo que ele foi tomado por andorianos. |     |                           |                       |                                                                                          |                         |
| 8 | 8   | "Breaking the Ice"        | Terry Windell         | Maria Jacquemetton & Andre Jacquemetton                                                  | 7 de novembro de 2001   |
| Com uma nave vulcana os perseguindo, a Enterprise decide investigar um cometa. |     |                           |                       |                                                                                          |                         |
| 9 | 9   | "Civilization"            | Mike Vejar            | Phyllis Strong & Mike Sussman                                                            | 14 de novembro de 2001  |
| A Enterprise encontra um planeta habitado parecido com a Terra, onde alguns de seus habitantes estão sofrendo de uma misterioza doença. |     |                           |                       |                                                                                          |                         |
| 10 | 10  | "Fortunate Son"           | LeVar Burton          | James Duff                                                                               | 21 de novembro de 2001  |
| A Enteprrise é enviada para auxiliar a Fortunate, um cargueiro da Terra que foi atacado por piratas nausicanos. Porém, a Fortunate pode não ser tão inocente como se aparenta.                                                                           |     |                           |                       |                                                                                          |                         |
| 11 | 11  | "Cold Front"              | Robert Duncan McNeill | Stephen Beck & Tim Finch                                                                 | 28 de novembro de 2001  |
| Archer é confrontado por um de seus tripulantes que afirma ser de novecentos anos no futuro—e que está lá para capturar um agente sulibano que entrou na Enterprise.                                                                                     |     |                           |                       |                                                                                          |                         |
| 12 | 12  | "Silent Enemy"            | Winrich Kolbe         | André Bormanis                                                                           | 16 de janeiro de 2002   |
| A Enterprise é atacada por uma nave estelar alienígena desconhecida enquanto Archer ordena que a tripulação instale "canhões de fase". Ao mesmo tempo, Sato tenta descobrir qual é a comida favorita de Reed para seu jantar de aniversário.             |     |                           |                       |                                                                                          |                         |
| 13 | 13  | "Dear Doctor"             | James A. Contner      | Maria Jacquemetton & Andre Jacquemetton                                                  | 23 de janeiro de 2002   |
| A Enterprise auxilia uma cultura que tem sido atingida por uma epidemia mundial. |     |                           |                       |                                                                                          |                         |
| 14 | 14  | "Sleeping Dogs"           | Les Landau            | Fred Dekker                                                                              | 30 de janeiro de 2002   |
| Enquanto explora um gigante gasoso, a Enterprise encontra os destroços de uma nave de reconhecimento klingon afundando na atmosfera. |     |                           |                       |                                                                                          |                         |
| 15 | 15  | "Shadows of P'Jem"        | Mike Vejar            | Mike Sussman & Phyllis Strong (Roteiro) Rick Berman & Brannon Braga (História)           | 6 de fevereiro de 2002  |
| Archer e T'Pol são levados como prisioneiros durante uma missão em um planeta devastado pela guerra no sistema Coridan. |     |                           |                       |                                                                                          |                         |
| 16 | 16  | "Shuttlepod One"          | David Livingston      | Rick Berman & Brannon Braga                                                              | 13 de fevereiro de 2002 |
| Enquanto investigam um campo de asteróides, Tucker e Reed são convencidos de que a Enterprise foi destruída e tentam enfrentar a certeza de suas mortes.                                                                                                 |     |                           |                       |                                                                                          |                         |
| 17 | 17  | "Fusion"                  | Rob Hedden            | Phyllis Strong & Mike Sussman (Roteiro) Rick Berman & Brannon Braga (História)           | 27 de fevereiro de 2002 |
| A tripulação da Enterprise encontra um grupo de vulcanos banidos, que abraçam suas próprias emoções. |     |                           |                       |                                                                                          |                         |
| 18 | 18  | "Rogue Planet"            | Allan Kroeker         | Chris Black (Roteiro) Rick Berman, Brannon Braga & Chris Black (História)                | 20 de março de 2002     |
| Archer têm visões de uma humanóide fêmea em um planeta perdido, onde é eternamente noite. |     |                           |                       |                                                                                          |                         |
| 19 | 19  | "Acquisition"             | James Whitmore, Jr.   | Maria Jacquemetton & Andre Jacquemetton (Roteiro) Rick Berman & Brannon Braga (História) | 27 de março de 2002     |
| Um grupo de ladrões interestelares tonteia a tripulação da Enterprise e começa a pilhar a nave, con Trip sendo o único tripulante capaz de pará-los. |     |                           |                       |                                                                                          |                         |
| 20 | 20  | "Oasis"                   | Jim Charleston        | Stephen Beck (Roteiro) Rick Berman, Brannon Braga & Stephen Beck (História)              | 3 de abril de 2002      |
| A tripulação encontra uma nave abandonada que oferece a chance de conseguir alguns suplimentos, porém a nave não está tão abandonada quanto eles imaginam.                                                                                               |     |                           |                       |                                                                                          |                         |
| 21 | 21  | "Detained"                | David Livingston      | Mike Sussman & Phyllis Strong (Roteiro) Rick Berman & Brannon Braga (História)           | 24 de abril de 2002     |
| Archer e Mayweather entram acidentalmente em uma zona militar e são presos por uma espécie alienígena chamada tandaranos, que estão em guerra com os sulibanos. Ambos são emprisionados com dois sulibanos que eles acreditam estar presos injustamente. |     |                           |                       |                                                                                          |                         |
| 22 | 22  | "Vox Sola"                | Roxann Dawson         | Fred Dekker (Roteiro) Rick Berman, Brannon Braga & Fred Dekker (História)                | 1 de maio de 2002       |
| Um alienígena simbiótico entra na Enteprise e captura vários oficiais da nave em sua teia. Hoshi luta para se comunicar com o invasor na esperança de salvar os oficiais presos.                                                                         |     |                           |                       |                                                                                          |                         |
| 23 | 23  | "Fallen Hero"             | Patrick Norris        | Alan Cross (Roteiro) Rick Berman, Brannon Braga & Chris Black (História)                 | 8 de maio de 2002       |
| Archer recebe ordens para transportar a embaixadora vulcana V'Lar do planeta Mazar, onde ela foi acusada de mau comportamento criminal. Depois de um ataque contra a Enteprise, T'Pol defende a embaixadora e pede a ajuda de Archer.                    |     |                           |                       |                                                                                          |                         |
| 24 | 24  | "Desert Crossing"         | David Straiton        | André Bormanis (Roteiro) Rick Berman, Brannon Braga & André Bormanis (História)          | 8 de maio de 2002       |
| Archer e Tucker são convidados à um planeta deserto por um líder alienígena depois de ajudá-lo a consertar sua nave. Depois de chegarem, eles descobrim que foram convidados sob falsas pretensões.                                                      |     |                           |                       |                                                                                          |                         |
| 25 | 25  | "Two Days and Two Nights" | Michael Dorn          | Chris Black (Roteiro) Rick Berman & Brannon Braga (História)                             | 15 de maio de 2002      |
| A tripulação tira uma licença no famoso planeta de Risa. Para muitos, é tudo menos um discanso. |     |                           |                       |                                                                                          |                         |
| 26 | 26  | "Schockwave"              | Allan Kroeker         | Rick Berman & Brannon Braga                                                              | 22 de maio de 2002      |
| Depois de aparentemente causar a destruição de uma colônia, a Enterprise é chamada de volta à Terra. Archer descobre que os sulibanos estão tentando sabotar a missão da Enterprise.                                                                     |     |                           |                       |                                                                                          |                         |

### 2.ª Temporada: 2002-2003
| № | #  | Título               | Diretor               | Roteirista(s)                                                                                 | Exibição                |
| --- | -- | -------------------- | --------------------- | --------------------------------------------------------------------------------------------- | ----------------------- |
| 27 | 1  | "Schockwave, Pat II" | Allan Kroeker         | Rick Berman & Brannon Braga                                                                   | 18 de setembro de 2002  |
| Com a tripulação refém dos sulibanos, Archer desaparece da nave. Enquanto está preso no século XXXI, Archer e Daniels trabalham para encontrar um modo para voltar a Enterprise e consertar a linha do tempo.                        |    |                      |                       |                                                                                               |                         |
| 28 | 2  | "Carbon Creek"       | James Contner         | Chris Black (Roteiro) Rick Berman, Brannon Braga & Dan O'Shannon (História)                   | 25 de setembro de 2002  |
| T'Pol conta à Archer e Tucker a história de sua tataravó e dois outros Vulcano (Star Trek)vulcanos que caíram em uma pequena cidade da Pensilvânia em 1957.                                                                          |    |                      |                       |                                                                                               |                         |
| 29 | 3  | "Minefield"          | James Contner         | John Shiban                                                                                   | 2 de outubro de 2002    |
| A Enterprise entra em um campo de mineração romulano e é desabilitada por uma mina camuflada. |    |                      |                       |                                                                                               |                         |
| 30 | 4  | "Dead Stop"          | Roxann Dawson         | Mike Sussman & Phyllis Strong                                                                 | 9 de outubro de 2002    |
| A Enterprise aporta em uma estranha e automática estação espacial de reparo. |    |                      |                       |                                                                                               |                         |
| 31 | 5  | "A Night in Sickbay" | David Straiton        | Rick Berman & Brannon Braga                                                                   | 16 de outubro de 2002   |
| Archer passa uma noite na enfermaria com o Dr. Phlox depois de Porthos contrair um vírus mortal em um planeta alienígena. |    |                      |                       |                                                                                               |                         |
| 32 | 6  | "Marauders"          | Mike Vejar            | David Wilcox (Roteiro) Rick Berman & Brannon Braga (História)                                 | 30 de outubro de 2002   |
| A Enterprise descobre uma colônia mineiradora de deutério que é controlada por saqueadores klingons. A tripulação treina os colonos para se defenderam e se prepararem para uma batalha contra seus opressores klingons.             |    |                      |                       |                                                                                               |                         |
| 33 | 7  | "The Seventh"        | David Livingston      | Rick Berman & Brannon Braga                                                                   | 6 de novembro de 2002   |
| T'Pol pede para que Archer a acompanhe em uma missão ultra secreta para capturar um fugitivo que escapou do Alto Comando Vulcano por duas décadas.                                                                                   |    |                      |                       |                                                                                               |                         |
| 34 | 8  | "The Communicator"   | James Contner         | André Bormanis (Roteiro) Rick Berman & Brannon Braga (História)                               | 13 de novembro de 2002  |
| Durante a investigação de um planeta pré-dobra, Reed acidentalmente deixa seu comunicador para trás. Quando ele volta com Archer para recuperar o aparelho, eles são capturados por soldados e acusados de serem espiões do inimigo. |    |                      |                       |                                                                                               |                         |
| 35 | 9  | "Singularity"        | Patrick Norris        | Chris Black                                                                                   | 20 de novembro de 2002  |
| Ao se aproximar de um buraco negro, a tripulação começa a apresentar um comportamento estranho e a ficar obcecada com assuntos triviais.                                                                                             |    |                      |                       |                                                                                               |                         |
| 36 | 10 | "Vanishing Point"    | David Straiton        | Rick Berman & Brannon Braga                                                                   | 27 de novembro de 2002  |
| Depois de sua primeira experiência com o transporte, uma estranha série de eventos misteriosos faz Hoshi achar que está invisível para o resto da tripulação.                                                                        |    |                      |                       |                                                                                               |                         |
| 37 | 11 | "Precious Cargo"     | David Livingston      | David A. Goodman (Roteiro) Rick Berman & Brannon Braga (História)                             | 11 de dezembro de 2002  |
| Depois da Enterprise resgatar uma dupla de alienígenas com uma misteriosa carga, Trip se encontra em uma situação difícil depois dele acidentalmente abrir a carga.                                                                  |    |                      |                       |                                                                                               |                         |
| 38 | 12 | "The Catwalk"        | Mike Vejar            | Mike Sussman & Phyllis Strong                                                                 | 18 de dezembro de 2002  |
| Quando uma mortal tempestade neutrônica ameaça a nave, a tripulação deve se refugiar por oito dias dentro de um poço de manutenção das naceles de dobra.                                                                             |    |                      |                       |                                                                                               |                         |
| 39 | 13 | "Dawn"               | Roxann Dawson         | John Shiban                                                                                   | 8 de janeiro de 2003    |
| Enquanto viaja em uma nave auxiliar realizando testes, Trip é atacado por um alienígena hostil e é forçado a pousar em uma satélite desolado.                                                                                        |    |                      |                       |                                                                                               |                         |
| 40 | 14 | "Stigma"             | David Livingston      | Rick Berman & Brannon Braga                                                                   | 5 de fevereiro de 2003  |
| A posição de T'Pol na Enterprise é ameaçada quando vulcanos descobrem que ela contraíu uma doença que afeta a mente. |    |                      |                       |                                                                                               |                         |
| 41 | 15 | "Cease Fire"         | David Straiton        | Chris Black                                                                                   | 12 de fevereiro de 2003 |
| Archer é chamado para mediar uma disputa territorial entre os vulcanos e os andorianos. |    |                      |                       |                                                                                               |                         |
| 42 | 16 | "Future Tense"       | James Whitmore, Jr.   | Mike Sussman & Phyllis Strong                                                                 | 19 de fevereiro de 2003 |
| A Enterprise encontra uma pequena nave—aparentemente do futuro—à deriva no espaço, com os sulibanos e os tolianos tentando recuperá-la.                                                                                              |    |                      |                       |                                                                                               |                         |
| 43 | 17 | "Canamar"            | Allan Kroeker         | John Shiban                                                                                   | 26 de fevereiro de 2003 |
| Archer e Tucker são prendidos por engano e colocados em uma nave prisão destinada ao famoso planeta prisão de Canamar. |    |                      |                       |                                                                                               |                         |
| 44 | 18 | "The Crossing"       | David Livingston      | Rick Berman & Brannon Braga (Roteiro) Rick Berman, Brannon Braga & André Bormanis (História)  | 2 de abril de 2003      |
| A Enterprise é capturada por uma nave de seres não corpóreos que querem trocar de consicência com os corpos de tripulação. |    |                      |                       |                                                                                               |                         |
| 45 | 19 | "Judgment"           | James L. Conway       | David A. Goodman (Roteiro) Taylor Elmore & David A. Goodman (História)                        | 9 de abril de 2003      |
| Archer é acusado por um tribunal klingon de ajudar rebeldes a escapar do Império. |    |                      |                       |                                                                                               |                         |
| 46 | 20 | "Horizon"            | James A. Contner      | André Bormanis                                                                                | 16 de abril de 2003     |
| Enquanto a Enterprise muda de curso para observar uma evento planetário incomum, Travis Mayweather vai visitar sua família na nave de carga que ele nasceu e foi criado, a Horizon.                                                  |    |                      |                       |                                                                                               |                         |
| 47 | 21 | "The Breach"         | Robert Duncan McNeill | Chris Black & John Shiban (Roteiro) Daniel McCarthy (História)                                | 23 de abril de 2003     |
| Enquanto a Enterprise resgata três cientistas denobulanos de um planeta sob um governo xenofóbico, o Dr. Phlox deve tratar de um paciente racista.                                                                                   |    |                      |                       |                                                                                               |                         |
| 48 | 22 | "Cogenitor"          | LeVar Burton          | Rick Berman & Brannon Braga                                                                   | 30 de abril de 2003     |
| A Enterprise encontra os vissianos, uma espécie que possui o terceiro gênero dos "cogenitores", que são tratados como cidadãos de segunda classe.                                                                                    |    |                      |                       |                                                                                               |                         |
| 49 | 23 | "Regeneration"       | David Livingston      | Mike Sussman & Phyllis Strong                                                                 | 7 de maio de 2003       |
| Uma equipe científica descobre dois ciborgues, similares àqueles descritos por Zefram Cochrane. Quando eles assimilam os cientistas e vão para o espaço, a Enteprise é chamada para achar os seres cibernéticos e pará-los.          |    |                      |                       |                                                                                               |                         |
| 50 | 24 | "First Flight"       | LeVar Burton          | John Shiban & Chris Black                                                                     | 14 de maio de 2003      |
| Quando Archer recebe as notícias sobre a morte de um antigo rival, ele reflete sobre seus dias no programa de testes da NX. |    |                      |                       |                                                                                               |                         |
| 51 | 25 | "Bounty"             | Roxann Dawson         | Hans Tobeason, Mike Sussman & Phyllis Strong (Roteiro) Rick Berman & Brannon Braga (História) | 14 de maio de 2003      |
| Archer é capturado por um caçador de recompensas telarite que planeja intregá-lo para os klingons. |    |                      |                       |                                                                                               |                         |
| 52 | 26 | "The Expanse"        | Allan Kroeker         | Rick Berman & Brannon Braga                                                                   | 21 de maio de 2003      |
| Depois de uma sonda alienígena de origem desconhecida realizar um ataque devastador na Terra, a Enterprise é chamada e enviada para uma estranha expansão.                                                                           |    |                      |                       |                                                                                               |                         |

### 3.ª Temporada: 2003-2004
| № | #  | Título             | Diretor               | Roteirista(s)                                                                       | Exibição                |
| --- | -- | ------------------ | --------------------- | ----------------------------------------------------------------------------------- | ----------------------- |
| 53 | 1  | "The Xindi"        | Allan Kroeker         | Rick Berman & Brannon Braga                                                         | 10 de setembro de 2003  |
| Seis semanas depois de entrarem na Expansão Délfica, a tripulação encontra um capitão de cargueiro que conhece um xindi que trabalha em uma remota colônia mineradora. |    |                    |                       |                                                                                     |                         |
| 54 | 2  | "Anomaly"          | David Straiton        | Mike Sussman                                                                        | 17 de setembro de 2003  |
| A Enterprise é danificada por anomalias espaciais e é abordada por piratas interestelares. |    |                    |                       |                                                                                     |                         |
| 55 | 3  | "Extinction"       | LeVar Burton          | André Bormanis                                                                      | 24 de setembro de 2003  |
| Archer, Reed e Sato são ameaçados por um vírus e sofrem mutação que os leva a formas de vida primais. |    |                    |                       |                                                                                     |                         |
| 56 | 4  | "Rajiin"           | Mike Vejar            | Brent V. Friedman & Chris Black (Roteiro) Paul Brown & Brent V. Friedman (História) | 1 de outubro de 2003    |
| A Enterprise leva consigo Rajiin, uma linda e enigmática passageira com motivos ocultos. |    |                    |                       |                                                                                     |                         |
| 57 | 5  | "Impulse"          | David Livingston      | Jonathan Frenandez (Roteiro) Jonathan Fernandez & Terry Matalas (História)          | 8 de outubro de 2003    |
| Depois de achar o casco de uma nave vulcana à deriva, em um campo de asteróides, Archer e sua tripulação são surpreendidos ao acharem vulcanos parecidos com zumbis a bordo. Quando eles ficam presos dentro da nave, devem descobrir o que aconteceu com a tripulação antes de T'Pol sucumbir ao mesmo destino. |    |                    |                       |                                                                                     |                         |
| 58 | 6  | "Exile"            | Roxann Dawson         | Phyllis Strong                                                                      | 15 de outubro de 2003   |
| Hoshi é contatada por um misterioso telepata, que oferece ajuda à Enterprise em sua missão por um preço. |    |                    |                       |                                                                                     |                         |
| 59 | 7  | "The Shipment"     | David Straiton        | Chris Black & Brent V. Friedman                                                     | 29 de outubro de 2003   |
| A Enterprise descobre um posto de mineração xindi onde componentes da super arma dos xindi estão sendo montados. |    |                    |                       |                                                                                     |                         |
| 60 | 8  | "Twilight"         | Robert Duncan McNeill | Michael Sussman                                                                     | 5 de novembro de 2003   |
| O efeito da Expansão Délfica deixa Archer incapaz de formar novas memórias. Doze anos depois, ele acorda em uma manhã e fica atordoado ao saber do resultado do conflito entre os humanos e os xindi, incluindo a destruição da Terra e a quase aniquilação da espécie humana.                                   |    |                    |                       |                                                                                     |                         |
| 61 | 9  | "North Star"       | David Straiton        | David A. Goodman                                                                    | 12 de novembro de 2003  |
| Archer e a tripulação tentam descobrir o por que de uma colônia humana do século XIX foi colocada no meio da Expansão. |    |                    |                       |                                                                                     |                         |
| 62 | 10 | "Similitude"       | LeVar Burton          | Manny Coto                                                                          | 19 de novembro de 2003  |
| Durante tentes de motor, Trip é ferido gravimente e fica em coma na enfermaria. Phlox sujere que a única esperança de Trip é a criação de um "simbionte mimético"—um clone. |    |                    |                       |                                                                                     |                         |
| 63 | 11 | "Carpenter Street" | Mike Vejar            | Rick Berman & Brannon Braga                                                         | 26 de novembro de 2003  |
| Archer e T'Pol viajam de volta no tempo para párar repitilianos xindi em Detroit do século XXI. |    |                    |                       |                                                                                     |                         |
| 64 | 12 | "Chosen Realm"     | Roxann Dawson         | Manny Coto                                                                          | 14 de janeiro de 2004   |
| A Enterprise é sequestrada por um grupo de extremistas religiosos que adoram misteriosas esferas na Expansão. |    |                    |                       |                                                                                     |                         |
| 65 | 13 | "Proving Ground"   | David Livingston      | Chris Black                                                                         | 21 de janeiro de 2004   |
| Uma nave andoriana comandanda por Shran aparece inexperadamente na Expansão para ajudar a Enterprise a localizar a super arma xindi. |    |                    |                       |                                                                                     |                         |
| 66 | 14 | "Stratagem"        | Mike Vejar            | Michael Sussman (Roteiro) Terry Matalas (História)                                  | 4 de fevereiro de 2004  |
| A Enterprise captura Degra, a mente por de trás do projeto da super arma xindi, e Archer tantar fazê-lo revelar a localização da arma final. |    |                    |                       |                                                                                     |                         |
| 67 | 15 | "Harbinger"        | David Livingston      | Manny Coto (Roteiro) Rick Berman & Brannon Braga (História)                         | 11 de fevereiro de 2004 |
| A Enterprise resgata um alienígena de uma anomalia espacial, porém ele se recusa a explicar sua presença lá. |    |                    |                       |                                                                                     |                         |
| 68 | 16 | "Doctor's Orders"  | Roxann Dawson         | Chris Black                                                                         | 18 de fevereiro de 2004 |
| Para atravessar uma grande região com anomalias subespaciais em segurança, Phlox deve colocar o resto da tripulação em estase e sozinho pilotar a Enterprise. |    |                    |                       |                                                                                     |                         |
| 69 | 17 | "Hatchery"         | Michael Grossman      | André Bormanis (Roteiro) André Bormanis & Michael Sussman (História)                | 25 de fevereiro de 2004 |
| A Enterprise encontra uma nave xindi carregando ovos ainda não eclodidos. |    |                    |                       |                                                                                     |                         |
| 70 | 18 | "Azati Prime"      | Allan Kroeker         | Manny Coto (Roteiro) Rick Berman, Brannon Braga e Manny Coto (História)             | 3 de março de 2004      |
| A tripulação descobre a arma xindi e planeja lançar uma missão suicida para destruí-la. Porém, quando Archer é capturado, ele deve convencer Degra de que a humanidade não é uma ameaça. |    |                    |                       |                                                                                     |                         |
| 71 | 19 | "Damage"           | James L. Conway       | Phyllis Strong                                                                      | 21 de abril de 2004     |
| A tripulação da Enterprise deve lidar com um dano devastador na nave, com outra nave alienígena necessitando de ajuda por perto. |    |                    |                       |                                                                                     |                         |
| 72 | 20 | "The Forgotten"    | LeVar Burton          | Chris Black & David A. Goodman                                                      | 28 de abril de 2004     |
| Dos membros do Conselho Xindi se oferecem para impedir o lançamento da super arma se Archer provar que eles foram manipulados. |    |                    |                       |                                                                                     |                         |
| 73 | 21 | "E²"               | Roxann Dawson         | Michael Sussman                                                                     | 5 de maio de 2004       |
| Um acidente durante a tentativa de usar um corredor subespacial dos xindi coloca a Enterprise em um bizarro confronto contra si mesma. |    |                    |                       |                                                                                     |                         |
| 74 | 22 | "The Council"      | David Livingston      | Manny Coto                                                                          | 12 de maio de 2004      |
| Archer confronta o Conselho Xindi. |    |                    |                       |                                                                                     |                         |
| 75 | 23 | "Countdown"        | Robert Duncan McNeill | André Bormanis & Chris Black                                                        | 19 de maio de 2004      |
| Com a ajuda de algumas facções xindi, a tripulação da Enterprise tenta impedir que a super arma xindi seja armada. |    |                    |                       |                                                                                     |                         |
| 76 | 24 | "Zero Hour"        | Allan Kroeker         | Rick Berman & Brannon Braga                                                         | 26 de maio de 2004      |
| Com a super arma indo em direção da Terra, Archer lidera um pequeno grupo para interceptá-la antes do ataque. Enquanto isso, T'Pol lidera a Enterprise em uma missão para destruir uma das esferas dentro da Expansão.                                                                                           |    |                    |                       |                                                                                     |                         |

### 4.ª Temporada: 2004-2005
| № | #  | Título                         | Diretor          | Roteirista(s) | Exibição                |
| --- | -- | ------------------------------ | ---------------- | --- | ----------------------- |
| 77 | 1  | "Storm Front"                  | Allan Kroeker    | Manny Coto | 8 de outubro de 2004    |
| A tripulação da Enterprise se encontram no século XX da Terra, com os eventos da II Guerra Mundial alterados pela Guerra Fria Temporal. |    |                                |                  | |                         |
| 78 | 2  | "Storm Front, Part II"         | David Straiton   | Manny Coto | 15 de outubro de 2004   |
| Com a aujda inesperada de Silik, Archer se aproxima dos agentes temporais cujas ações causaram a alteração do passado da Terra. |    |                                |                  | |                         |
| 79 | 3  | "Home"                         | Allan Kroker     | Michael Sussman | 22 de outubro de 2004   |
| Quando a Enterprise finalmente retorna para a Terra, a tripulação enfrenta repercussões de suas jornadas, positivas e negativas. |    |                                |                  | |                         |
| 80 | 4  | "Borderland"                   | David Livingston | Ken LaZebnik | 29 de outubro de 2004   |
| Archer precisa da ajuda de um criminoso para evitar uma guerra contra os klingons. |    |                                |                  | |                         |
| 81 | 5  | "Cold Station 12"              | Mike Vejar       | Michael Bryant | 5 de novembro de 2004   |
| As crianças geneticamente modificadas de Soong assumem o controle de uma instalação médica contendo mais embriões modificados e perigosas doenças. |    |                                |                  | |                         |
| 82 | 6  | "The Augments"                 | LeVar Burton     | Michael Sussman | 12 de novembro de 2004  |
| Os humanos geneticamente modificados de Soong planejam iniciar uma guerra contra os klingons. |    |                                |                  | |                         |
| 83 | 7  | "The Forge"                    | Michael Grossman | Judith Reeves-Stevens & Garfield Reeves-Stevens                                                                                                  | 19 de novembro de 2004  |
| Quando a embaixada da Terra em Vulcano é vítima de um atentado à bomba, a investigação coloca Archer e T'Pol na trilha de uma facção religiosa vulcana que se esconde no deserto.                                                                                        |    |                                |                  | |                         |
| 84 | 8  | "Awakening"                    | Roxann Dawson    | André Bormanis | 26 de novembro de 2004  |
| Archer e T'Pol encontram os syranitas, o grupo radical supostamente responsável por atacar a embaixada da Terra. |    |                                |                  | |                         |
| 85 | 9  | "Kir'Shara"                    | David Livingston | Mike Sussman | 3 de dezembro de 2004   |
| Archer e T'Pol tentam recuperar um artefato enquanto a Enterprise fica envolvida em um impasse entre frotas vulcanas e andorianos. |    |                                |                  | |                         |
| 86 | 10 | "Daedalus"                     | David Straiton   | Ken LaZebnik & Michael Bryant | 14 de janeiro de 2005   |
| O inventor do transporte vem a bordo da Enterprise para um experimento. |    |                                |                  | |                         |
| 87 | 11 | "Observer Effect"              | Mike Vejar       | Judith Reeves-Stevens & Garfield Reeves-Stevens                                                                                                  | 21 de janeiro de 2005   |
| Uma dupla de organianos não corpóreos estudam a resposta da tripulação da Enterprise a infecção de Hoshi Sato e Tucker por um vírus fatal baseado em silício trazido a bordo durante uma missão.                                                                         |    |                                |                  | |                         |
| 88 | 12 | "Babel One"                    | David Straiton   | Mike Sussman & André Bormanis | 28 de janeiro de 2005   |
| A Enterprise está à caminho de Babel com um embaixador telarite para negociações de paz com os andorianos quando eles recebem um sinal de socorro de Shran. |    |                                |                  | |                         |
| 89 | 13 | "United"                       | David Livingston | Manny Coto, Judith & Garfield Reeves-Stevens | 4 de fevereiro de 2005  |
| Archer tenta unificar os andorianos, telarites, humanos e vulcanos em um plano para capturar uma nave que ameaça desestabilizar a região. |    |                                |                  | |                         |
| 90 | 14 | "The Aenar"                    | Mike Vejar       | André Bormanis (Roteiro) Manny Coto (História)                                                                                                   | 11 de fevereiro de 2005 |
| Archer visita Andoria e se encontra com a subespécie chamada aenar para determinar suas conexões com as naves que destruiram outras naves na região. |    |                                |                  | |                         |
| 91 | 15 | "Affliction"                   | Michael Grossman | Michael Sussman (Roteiro) Manny Coto (História)                                                                                                  | 18 de fevereiro de 2005 |
| Enquanto a Enterprise visita a Terra para o lançamento da Columbia, Phlox é sequestrado e forçado a ajudar os klingons a lidar com uma grave ameaça a sua espécie. |    |                                |                  | |                         |
| 92 | 16 | "Divergence"                   | David Barrett    | Judith & Garfield Reeves-Stevens | 25 de fevereiro de 2005 |
| Com a ajuda da Columbia, a tripulação da Enterprise lida com a sabotagem de sua nave enquanto eles buscam a verdade sobre o sequestro de Phlox. |    |                                |                  | |                         |
| 93 | 17 | "Bound"                        | Allan Kroeker    | Manny Coto | 15 de abril de 2005     |
| Enquanto T'Pol e Tucker descobrem que eles desenvolveram uma ligação psíquica, Archer recebe três escravas orion como presente por negociar com o Sindicato Orion. |    |                                |                  | |                         |
| 94 | 18 | "In a Mirror, Darkly"          | James L. Conway  | Mike Sussman | 22 de abril de 2005     |
| No Universo Espelho, o Comandante Archer se amotina contra o Capitão Forrest para poder capturar uma nave do futuro no espaço toliano. |    |                                |                  | |                         |
| 95 | 19 | "In a Mirror, Darkly, Part II" | Marvin V. Rush   | Michael Sussman (Roteiro) Manny Coto (História)                                                                                                  | 29 de abril de 2005     |
| No Universo Espelho, a destruição da Enterprise deixa a tripulação presa a bordo da USS Defiant, uma nave de um universo paralelo onde reina um corpo governamental chamado Federação Unida dos Planetas, inspirando T'Pol a falar contra a tirania do Império da Terra. |    |                                |                  | |                         |
| 96 | 20 | "Demons"                       | LeVar Burton     | Manny Coto | 6 de maio de 2005       |
| Uma facção xenofóbica da humanidade ameaça minar as converças para formar uma coalizão de planetas. |    |                                |                  | |                         |
| 97 | 21 | "Terra Prime"                  | Marvin V. Rush   | Judith Reeves-Stevens, Garfield Reeves-Stevens & Manny Coto (Roteiro) Judith Reeves-Stevens, Garfield Reeves-Stevens & André Bormanis (História) | 13 de maio de 2005      |
| Um líder isolacionista humano ameaça destruir o Comando da Frota Estelar a menos que todos os alienígenas deixem a Terra. |    |                                |                  | |                         |
| 98 | 22 | "These Are the Voyages..."     | Allan Kroeker    | Rick Berman & Brannon Braga | 13 de maio de 2005      |
| Tentado receber alguma ajuda antes de tomar uma decisão pessoal difícil, o Comandante William T. Riker da Enterprise-D observa uma simulação de holodeque da última missão da primeira Enterprise nos dias que precederam o nascimento da Federação, dois séculos antes. |    |                                |                  | |                         |